# اریک سیلوا
اریک سیلوا (انگلیسی: Erick Silva؛ زادهٔ ۲۱ ژوئن ۱۹۸۴) ورزشکار هنرهای رزمی ترکیبی و جودوکار اهل برزیل است. وی از سال ۲۰۰۵ میلادی تاکنون مشغول فعالیت بوده‌است.